# Джин Діксон
Джин Діксон (англ. Jeane Dixon; 5 січня 1904 - 25 січня 1997) — була однією з добре відомих американських медіумів і астрологів 20-го століття, завдяки її передбаченню вбивства президента Джона Ф. Кеннеді, її астрологічній колонці в газеті, кільком вдалим передбаченням та біографії - бестселеру.

## Біографія

### Раннє життя
Діксон (при народженні — Лідія Емма Пінкерт (Lydia Emma Pinckert)), одна з 10 дітей Річарда Франца Пінкерта, уродженця Грефенхайніхена, Віттенберг, Саксонія-Ангальт, і його дружини Луїзи Йоганни Емми( при народж. Грефе), обоє римо-католики. Діксон народилась у Медфорді, штат Вісконсин, але виросла в Міссурі та Каліфорнії. ЇЇ дату народження часто повідомляли як 1918 рік, і Діксон пропонувала цю дату репортерам, в якийсь момент навіть пред'явивши паспорт із цим роком, але одного разу вона свідчила в показаннях, що народилася в 1910. Розслідування, проведене репортером "National Observer", який опитав членів її сім'ї та вивчив офіційні документи, дійшов висновку, що вона народилася в 1904 році.
У південній Каліфорнії її майбутній чоловік, Джеймс "Джиммі" Діксон, володів автосалоном разом із Хелом Роучем, американським продюсером і режисером кіно та телебачення.
Діксон стверджувала, що в дитинстві, у Каліфорнії, "циган" подарував їй кришталеву кулю і прочитав її долоню, передбачивши, що вона стане відомою провидицею і буде давати поради могутнім людям.

### Сім'я
У 1939 вона одружилась із Джеймсом Діксоном. У пари не було дітей. Джеймс був автодилером у Каліфорнії, пізніше став успішним керівником компанії з нерухомості у Вашингтоні, округ Колумбія. Діксон працювала зі своїм чоловіком багато років і була президентом компанії.
Джин Діксон - сестра футболіста Ерні Пінкерта.

### Кар'єра (передбачення)
Як повідомляється, Джин передбачила вбивство президента Кеннеді. У випуску журналу "Parade" від 13 травня 1956 року вона написала,  що на президентських виборах 1960 року "домінуватиме лейборист і переможе демократ", який потім "буде вбитий або помре на посаді, хоча не обов'язково під час свого першого терміну." У 1960 році, коли наближалися вибори, вона передумала і невірно передбачила перемогу Річарда Ніксона. Пізніше вона зізналася, що "бачила переможця в Річарді Ніксоні" і зробила недвозначні прогнози, що він переможе. Вона з'явилася у фільмі "Людина, яка бачила завтра", розглядаючи передбачення Нострадамуса та обговорюючи своє передбачення вбивства Кеннеді.
Джин Діксон приписували передбачення вбивства сенатора Роберта Кеннеді, борця за права Мартіна Лютера Кінга, ранню смерть Мерилін Монро, запуск першого штучного супутника Землі і загибель Аполлону 1. Також говорять, що в 1942 році Діксон зустрілась в перукарні з актрисою Керол Ломбард, яку намагалась відмовити від запланованого авіарейсу, але актриса не прислухалась до її слів і загинула в авіакатастрофі.
До порад Джин Діксон прислуховувався і майбутній президент Річард Ніксон, який готувався до теракту проти нього, який йому передбачила Діксон. В роки президентства Рональда Рейгана Діксон вважалась одним з його особистих астрологів, а до її порад часто прислуховувалась його дружина Ненсі. Сама Діксон, будучи набожною, своїм просвітителем називала Бога.
Діксон написала сім книг, включно з автобіографією, гороскопом для собак і астрологічною кулінарною книгою. Вона привернула увагу громадськості завдяки біографії "A Gift of Prophecy: The Phenomenal Jeane Dixon", написаній синдикованим оглядачем Рут Монтгомері. Опублікована в 1965 році книга розійшлася тиражем понад 3 мільйони примірників. Також, Джин була частою гостею в різних телешоу та серіалах, серед яких популярний в 1980-х ситком "Золоті дівчатка", де в 1985 році вона зіграла саму себе.

### Ефект Джин Діксон
Не дивлячись на схвалення у вищих колах суспільства, багато прогнозів Діксон не справджувались. Такими фальшивками стали її твердження, що конфлікт через острови Мацзу і Цзиньменьдао приведе до третьої світової війни в 1958 році, що лідер американських профсоюзів Волтер Рейтер буде балатуватись в президенти США в 1964 році, а також що росіяни вперше висадяться на Місяць. Ці промахи призвели до появи терміна "ефект Джин Діксон", який ввів професор математики університету Темпл Джон Аллен Полуз. Його сенс у тому, що через декілька прогнозів які збулися їх провісника починають звеличувати, ігноруючи при цьому ряд хибних передбачень, яких часто більше ніж правдивих.

### Смерть
Джин Діксон померла після сердечного приступу 25 січня 1997 року в госпіталі Сібл у Вашингтоні, округ Колумбія, у віці 93 років. Після її смерті частина майна перейшла її колишньому клієнту інвестору Лео М. Бернштайну, який у 2002 році зібрав їх в одному місці, в заснованому музеї Джин Діксон, в штаті Вірджинія. У 2008 році Бернштейн помер, а рік потому всі його речі, пов'язані з ім'ям Джин Діксон були продані на аукціоні.